# 襄陵県
襄陵県（じょうりょう-けん）は中華人民共和国山西省にかつて存在した県。
南北朝時代、北魏により設置された禽昌県を前身とする。県治は当初は現在の堯都区南東部に設置された。606年（大業2年）、隋朝により襄陵県と改称された。宋代になると県治が現在の襄汾県襄陵鎮に遷されている。
1954年に汾城県と統合され、襄汾県に改編された。